# Музей на народното творчество (Никозия)
Музеят на народното творчество в Никозия (на гръцки – Μουσείο Λαϊκής Τέχνης Κύπρου), е основан от членове на Обществото на кипърските изследователи през 1937 година и се помещава в сградата на стария архиепископски дворец на площад „Архиепископ Киприан“. От другата страна на улицата е Общокипърската гимназия, най-старата и най-голямата гимназия в Кипър, основана от архиепископ Киприан през 1812 година.

## Сграда
В днешния си вид сградата на музея в някои свои части напомня готическия стил и е датирана към 15 век. Използвани са помещенията, оцелели след 14 век, когато в нея е бил настанен манастир на Бенедиктинския орден. По-късно е използвана и от хоспиталиерите, които построяват до нея църквата Свети Йоан. Гръцката православна църква започва да използва сградата още преди османската окупация през 1571 година.
През 1950 година в сградата е открита фреската Благовещение с надпис на гръцки под нея. Пет години след това музеят затваря врати и не работи в продължение на 4 години, когато гръцките кипърци въстават срещу британската колонизация след продължителна, но безуспешна мирна политика и дипломатически усилия. Музеят отново е затворен, този път за една година, през лятото на 1974, когато започва турското нашествие и северната част и острова е окупирана. Тогава колекцията е транспортирана до по-безопасни райони.
През 1961 година архиепископията е преместена в нов дворец, а старата сграда е дарена за създаването на музея. През 1962 – 1964 година, с помощта на първия президент на републиката Макариос III и с допълнителни средства от сдружението, е извършена основна реконструкция на сградата.
С течение на годините се появява необходимостта от нови ремонти, които да осигурят пространство и безопасност на артефактите, тъй като покривът е напът да се срине, а високата влажност започва да нанася непоправими щети на експонатите. През 1990 година средствата за ремонта са осигурени от архиепископ Хрисостом I и обновяването на сградата завършва през 1996 година.

## Експозиция
Голяма част от експонатите на музея от 19 и 20 век са дарени, а други са били купени от частни колекции или директно от селяните. Повечето от тях произхождат от области, които сега са заети от Севернокипърската турска република.
Изложени са местни изделия на грънчарското изкуство, кошничарството, кожарството, бродерии, дантели, народни костюми, метални изделия, дърворезба, картини в стил наивизъм, селскостопански и тъкачни инструменти и много други. Днес броят на каталогизираните предметите е над 5000.
Интерес представляват голямото легло с балдахин, восъчните оброчни изображенията на части от тялото, кучета и други, оставяни в църкви и манастири, с надеждата за излекуване. Изложени са богато декорирани негледжосани глинени съдове, оцветени скринове и гардероби, декорирани с геометрични и флорални мотиви. Носиите са от различни краища на страната – отворена на врата рокля с много дълги ръкави, жълта раирана рокля с черен елек и също така дълги ръкави и други.
На стената над дантелена покривка, изплетена от соргото, от което ние правим метлите си, е закачена картина от 1892 година, изобразяваща бореца Панаис Коталианос, вдигнал тежест с едната си ръка.
Интересна е изложената ръчно изработена врата на църквата „Агиос Мамас“ от 19 век, останала в окупираната северна част на страната. Тя е забележителна с това, че гръцкият нобелов лауреат, поетът Георгиос Сеферис я споменава в поемата си „Малките неща на Кипър“. Произведението е посветено на неговия приятел, художника Адамантиос Диамантис, който е и първият директор на музея.
- Табела на входа на музея с името му
- Решетка пред прозорец на партера
- Готически капител с герба на Средновековен Кипър
- Колело от воденица
- Стар стан
- Въжен абажур
- Глинени делви пред фасадата на музея
- Богато декорирани негледжосани глинени съдове
- Покривка, изплетена от сорго
- Детайл от дървена кутия за часовник, 20 век
- Експозиция на метални изделия
- Комплект дървени лъжици
- Кипърска народна носия
- Глинена глава
- Богато декорирана глинена стомна
- Жътварски сърп
- Голям бронзов съд
- Ръчно изработени поставки